# Zwickau (stad)

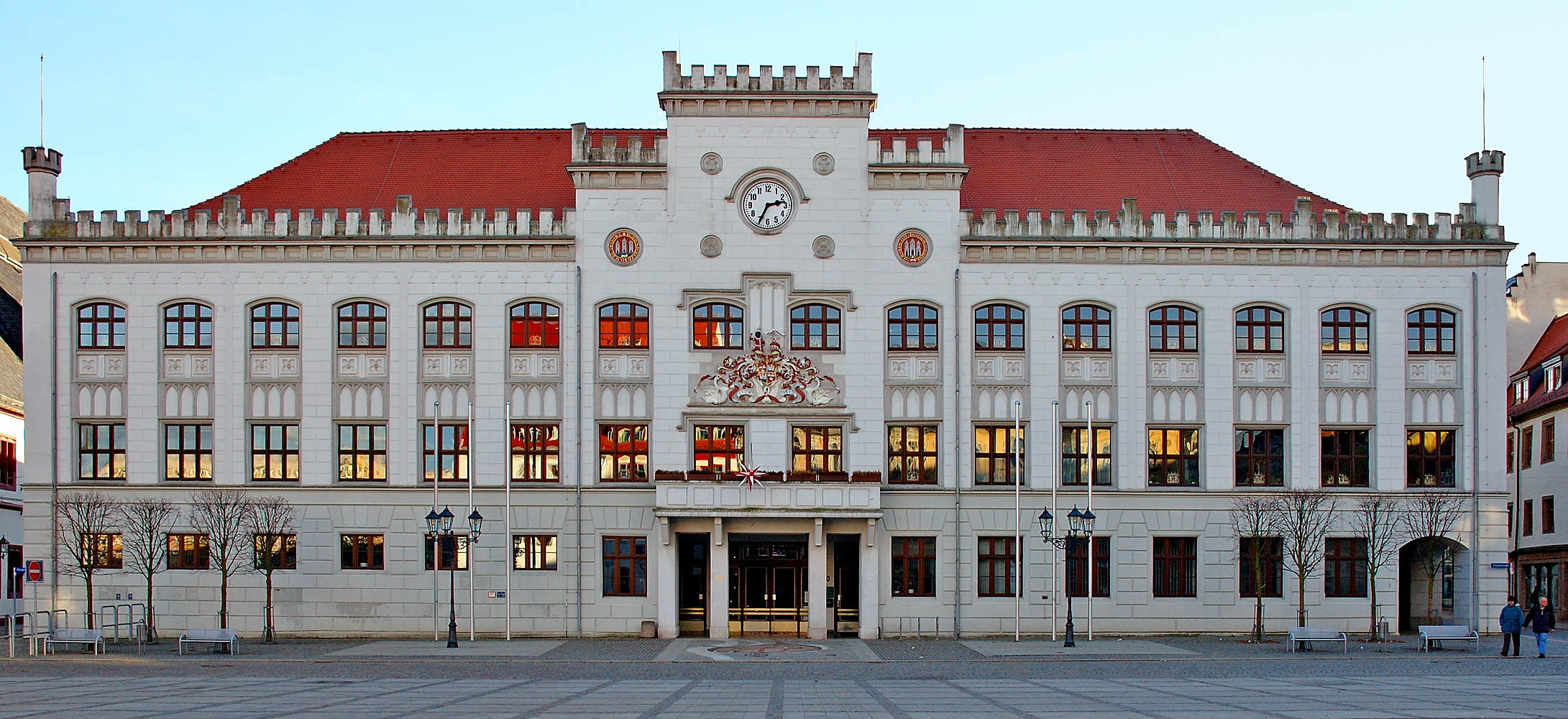
Gemeentehuis van Zwickau

Zwickau is een stad in de Duitse deelstaat Saksen. Het is de Kreisstadt van de Landkreis Zwickau en ligt aan de Zwickauer Mulde. Zwickau telt 87.516 inwoners en is daarmee na Leipzig, Dresden en Chemnitz de vierde stad van Saksen.
Zwickau heeft vanouds veel auto-industrie en verwierf vooral bekendheid door de fabricage van de Trabant. Het was tevens de geboortestad van de componist Robert Schumann.

## Geschiedenis
De naam Zwickau, die van Sorbische oorsprong is, werd in 1118 als Zcwickaw voor het eerst opgetekend, maar daarmee werd nog niet de huidige nederzetting aangeduid: deze kwam later in de 12de eeuw tot ontwikkeling op de linkeroever van de Mulde, waar zich een doorwaadbare plaats bevond. Van een oppidum (stad) was in 1212 voor het eerst sprake. Het Castrum Zwickaw, het latere slot Osterstein, werd in 1292 voor het eerst genoemd. Inmiddels was de stad een vrije rijksstad geworden, die zich verbond met Chemnitz en Altenburg, de beide andere "Pleißnische rijkssteden". In 1324 werd echter markgraaf Frederik II van Meißen door de keizer met de stad beleend.
In de 14de eeuw was Zwickau ommuurd en werd er een begin gemaakt met de winning van steenkool, die pas veel later een grote vlucht zou nemen en tot in de 20ste eeuw zou voortduren. In 1403 ging vrijwel de gehele stad bij een stadsbrand in vlammen op.
De stad kwam tot grote bloei dankzij haar deelname aan de zilverwinning bij Schneeberg vanaf het eind van de 15de eeuw en de gelijktijdige opkomst van de textielnijverheid: laken uit Zwickau werd tot ver buiten Saksen afgezet. Aan het begin van de 16de eeuw waren in Zwickau radicale kerkhervormers actief: de Zwickauer profeten waren er actief, totdat ze in 1521 naar Wittenberg moesten uitwijken. In dat jaar predikte Thomas Müntzer in de stad, die in de roerige jaren daarop als een van de eerste steden in Europa in lutherse handen kwam. In deze tijd woonde ook Georgius Agricola in Zwickau.
In de 19de eeuw brak een tweede bloeiperiode voor Zwickau aan, toen de kolenwinning op industriële schaal werd voortgezet.
De auto-industrie van Zwickau begon in 1904, toen August Horch er zijn bedrijf vestigde, gevolgd door een tweede fabriek van Horch, die in 1910 de Audi Automobilwerke GmbH ging heten en in 1932 samenging met de eerste. Deze Auto-Union werd na de Tweede Wereldoorlog in West-Duitsland voortgezet en is de voorloper van het huidige Audi.
Op 17 april 1945 ontsnapte Zwickau aan het lot van veel andere Duitse industriesteden. Amerikaanse troepen naderden de stad, en een vloot van bommenwerpers was al opgestegen om Zwickau te bombarderen, toen op een kerktoren de witte vlag werd uitgestoken. De vliegtuigen bogen af en de historische stad werd onbeschadigd ingenomen.
Het Oost-Duitse VEB Automobilwerk Zwickau (vanaf 1958: VEB Sachsenring Automobilwerke Zwickau), dat de onteigende Audifabriek overnam, ging er vanaf 1957 de Trabant produceren. Tegenwoordig produceert Volkswagen Sachsen GmbH auto's in Zwickau.
In 1960 kwamen in de Karl Marxmijn bij het grootste mijnongeluk in de geschiedenis van de DDR 123 mijnwerkers om het leven.

## Bestuurlijke indeling

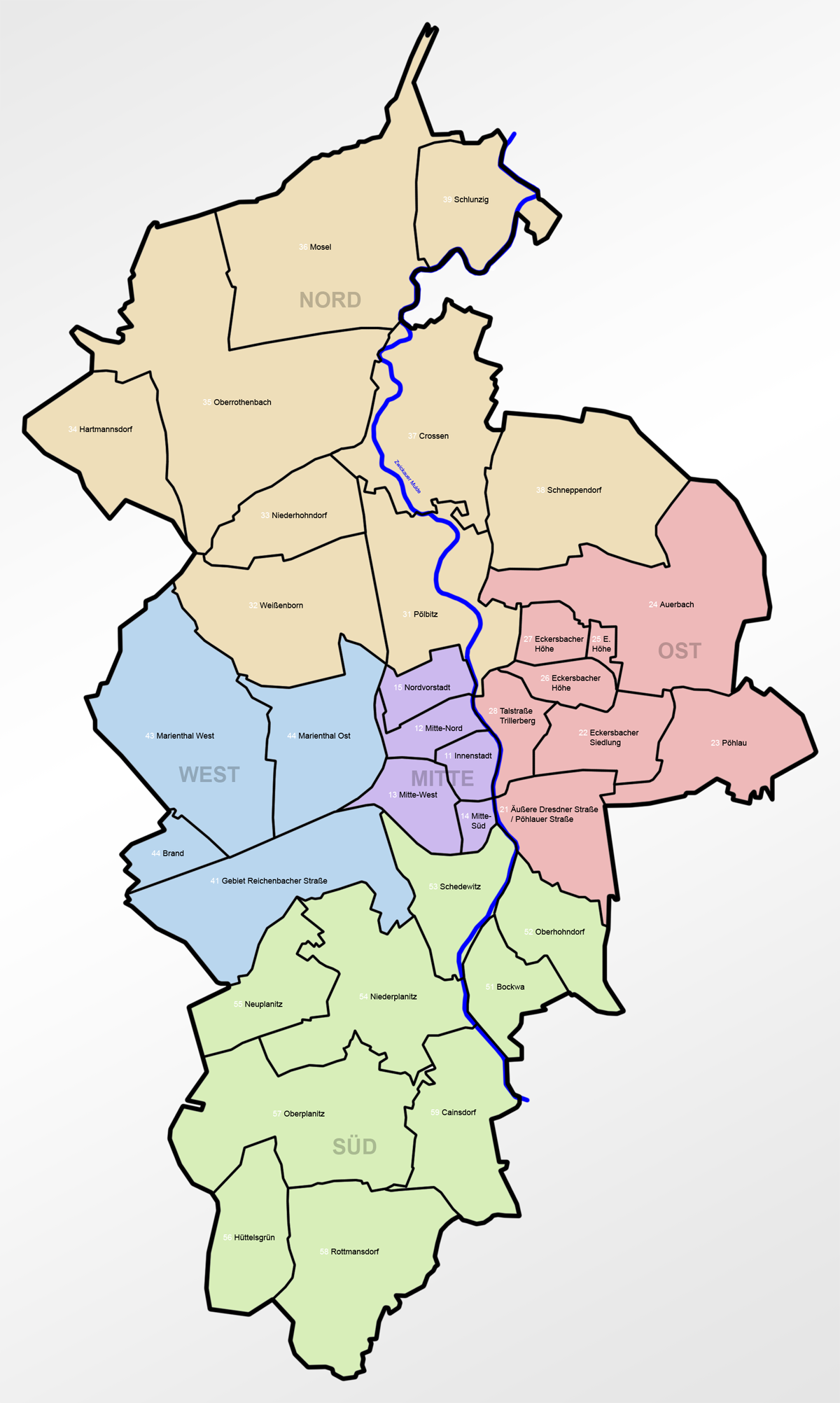
Stadsdistricten (gekleurd) en -delen van Zwickau

Zwickau is onderverdeeld in vijf stadsdistricten, die uit samen 35 stadsdelen bestaan. Daarvan hebben vijf stadsdelen de status van Ortschaft met een eigen plaatselijk bestuur: Rottmannsdorf, Crossen, Cainsdorf, Mosel, Oberrothenbach en Schlunzig. Deze plaatsen werden in de jaren negentig door Zwickau geannexeerd.
Tot de herindeling van Saksen was Zwickau een stadsdistrict binnen de deelstaat Saksen: in 2008 verloor het die status.

## Stadsbeeld

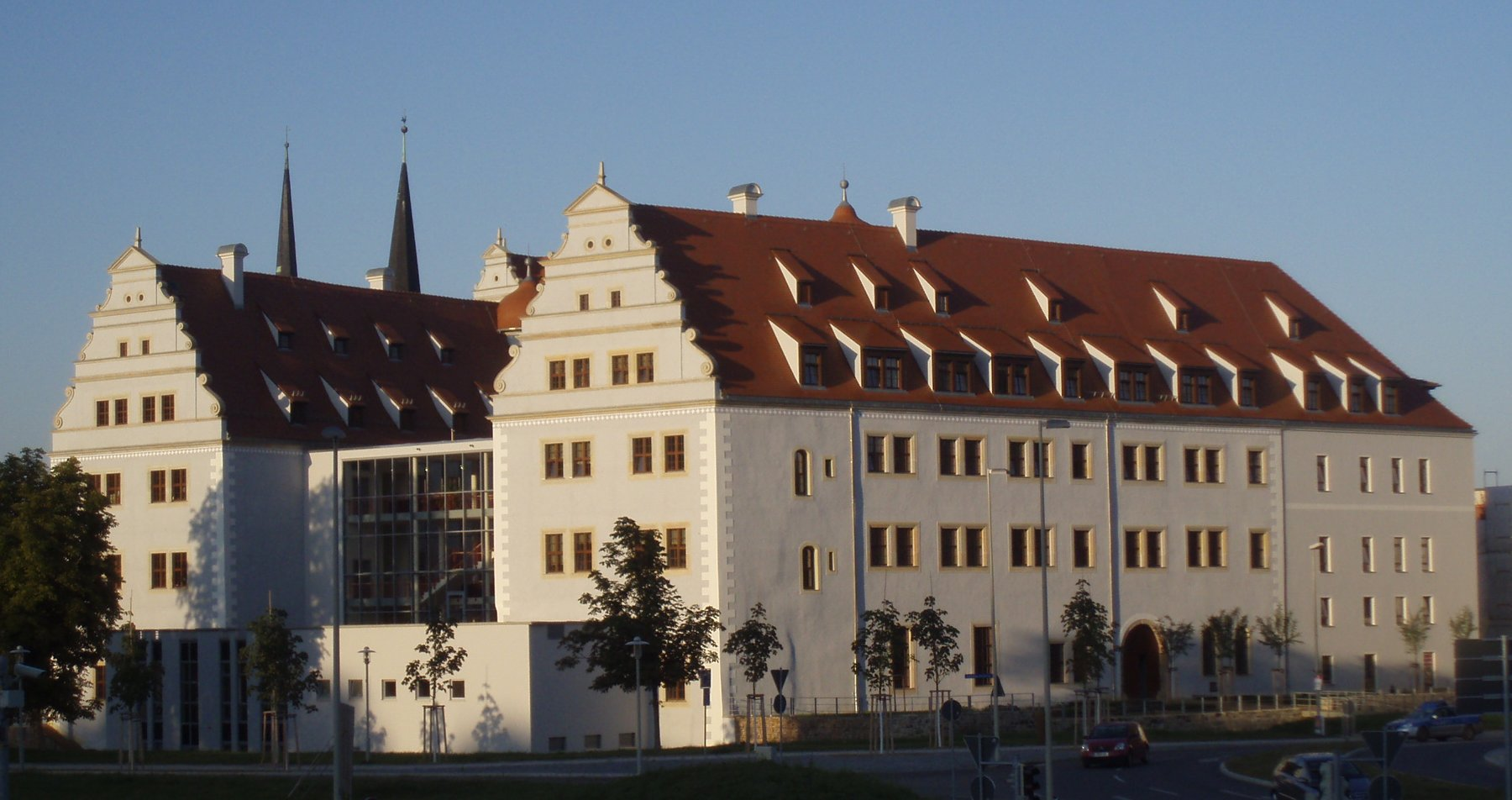
Schloss Osterstein

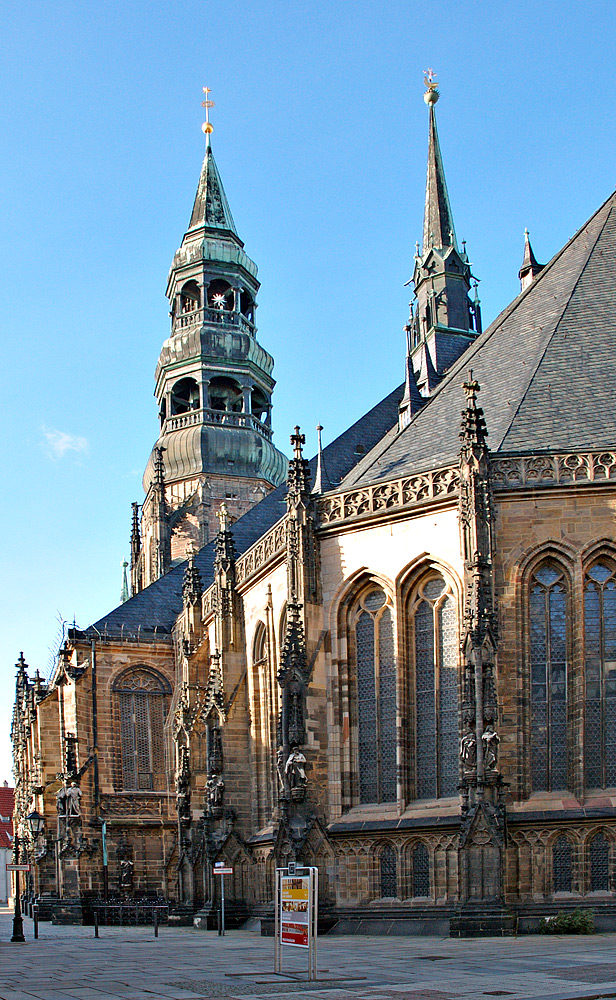
Marienkirche

Hart van de stad is de Hauptmarkt, het kruispunt van twee oude handelswegen, waar zich het gotische raadhuis en het theater bevinden. Het theater is gevestigd in de historische lakenhal. Ook het Robert Schumanhuis staat aan dit plein.
De voornaamste kerk van Zwickau is de Marienkirche of Zwickauer Dom, een laatgotische hallenkerk waarvan de geschiedenis tot de 12de eeuw teruggaat en die een 87 m hoge toren heeft. Een andere gotische kerk, de Katharinenkirche, is verbonden met de kerkhervormer Thomas Müntzer, die hier enige tijd preekte. Middeleeuws is ook het Dünnebierhaus.
In het noordoosten van de binnenstad bevindt zich het slot Osterstein, dat in 1292 voor het eerst werd genoemd en door Christiaan I van Saksen tot renaissanceslot werd omgebouwd. Later deed het dienst als gevangenis en raakte het in verval. Van 2006 tot 2008 werd het gerestaureerd en ingericht als verpleegtehuis.

## Musea
Het August-Horch-Museum is als automuseum als ankerpunt opgenomen in de Europese Route voor Industrieel Erfgoed (ERIH). Het is gevestigd in een deel van de voormalige Audifabriek.
Het Robert-Schumann-Haus is gevestigd in het gereconstrueerde geboortehuis van de componist en toont vele persoonlijke bezittingen van de families Schumann en Wieck.
Tot de collectie van de Städtischen Museen Zwickau behoren onder meer werken van de in Zwickau geboren Brücke-kunstenaars Max Pechstein en Fritz Bleyl. Het museum huisvest ook de Ratsschulbibliothek, waarvan de geschiedenis teruggaat tot 1498 en die daarmee een van de oudste openbare wetenschappelijke bibliotheken in Duitsland is.

## Verkeer en vervoer

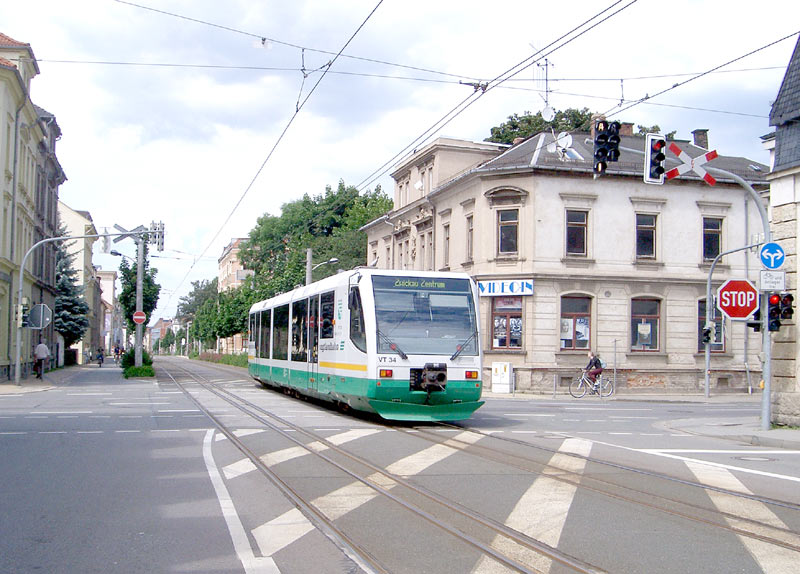
Tramtrein van de Vogtlandbahn

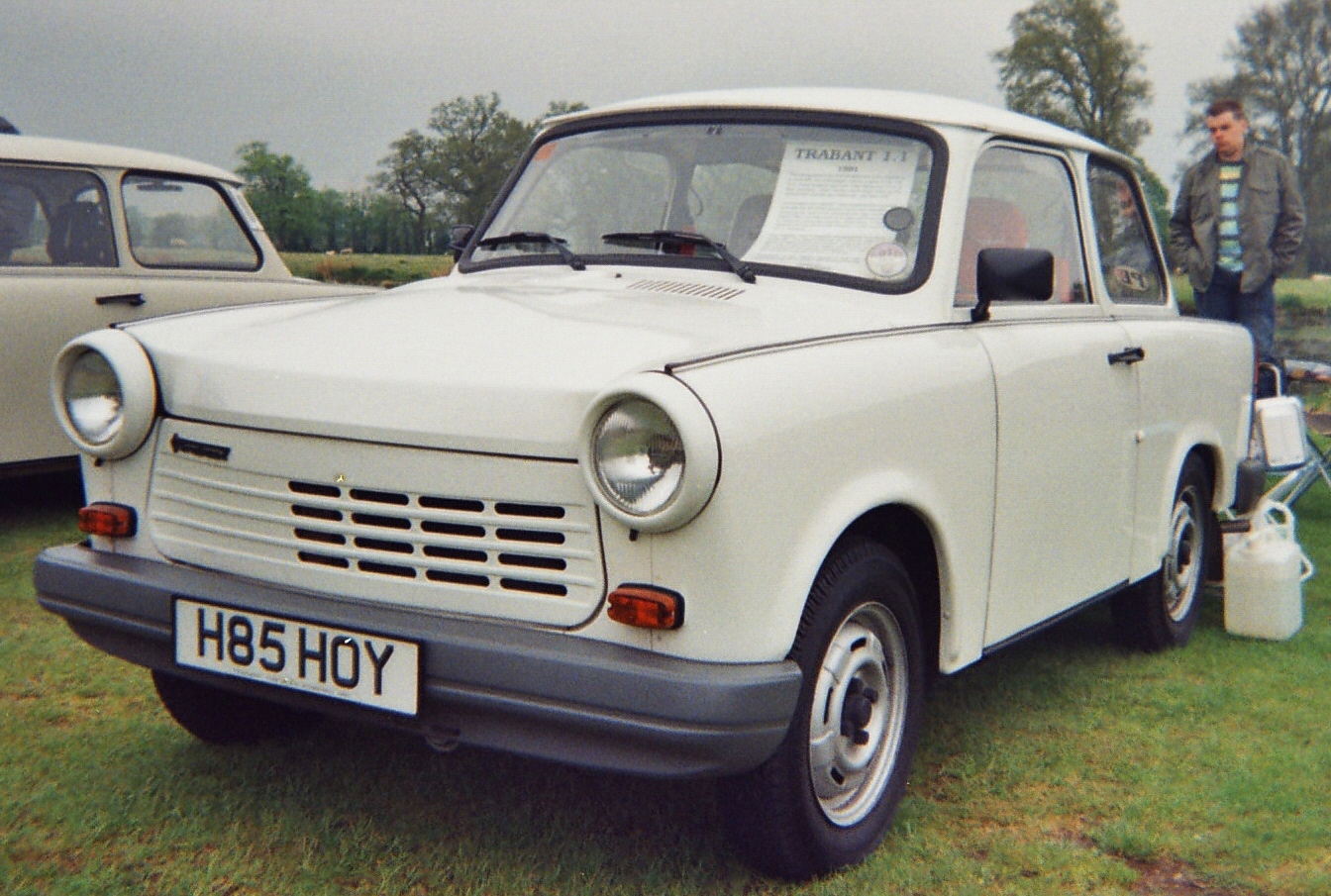
Zwickau stond lange tijd bekend als de stad van de auto-industrie van de voormalige Duitse Democratische Republiek; in deze stad werden tot 1991 de erg populaire Trabants geproduceerd

Door Zwickau gaat de Bundesstraße 93, 173 en de 175. In het zuiden van de stad is de  A 72 Hof – Chemnitz, in het noorden de  A 4 Dresden – Erfurt.
Zwickau is sinds 1845 per trein bereikbaar. Het plaatselijke openbare vervoer, waaronder vier tramlijnen, wordt verzorgd door de Städtische Verkehrsbetriebe Zwickau (SVZ), een dochter van Rhenus Veniro. Sinds 1999 rijden de dieseltreinen van de Vogtlandbahn als tramtrein door tot in de binnenstad van Zwickau.
Aan de westkant van de stad is een regionale luchthaven.

## Muziek en toneel

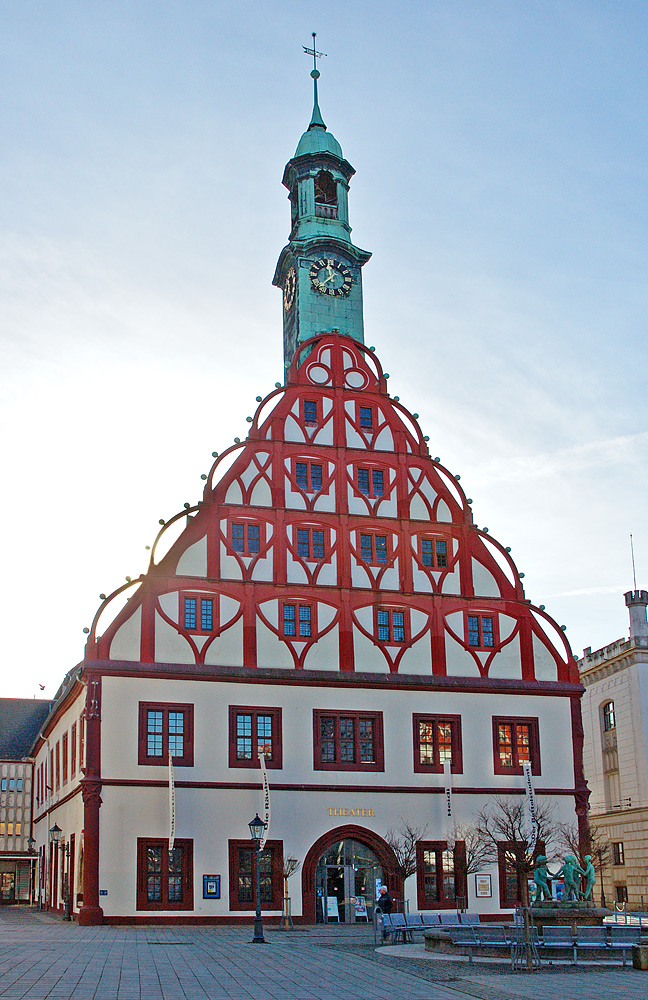
Voormalig Gewandhaus te Zwickau

Het in 1525 gebouwde Gewandhaus (wanthuis of lakenhal) te Zwickau huisvest sedert 1823 de stedelijke schouwburg (Stadttheater). In 2021 is het gebouw van binnen gerestaureerd en gemoderniseerd.

## Media
Zwickau is de grootste stad in Duitsland zonder eigen dagblad. In de stad verschijnt een regionale editie van de Freie Presse, een krant uit Chemnitz.

## Sport
Bekendste sportclub van Zwickau is de voetbalclub FSV Zwickau, die in de jaren 90 enkele seizoenen in de Tweede Bundesliga speelde. De club werd in 1990 opgericht als opvolger van de Betriebssportgemeinschaft Sachsenring Zwickau, die was verbonden aan de plaatselijke auto-industrie. De club bespeelt het Westsachsenstadion, dat in 1942 in gebruik werd genomen.

## Partnersteden
- Jablonec nad Nisou (Tsjechië), sinds 1971
- Zaanstad (Nederland), sinds 1987
- Dortmund (Duitsland), sinds 1988
- Volodymyr (Oekraïne), sinds 2014
- Yandu, Yancheng (China), sinds 2014

## Geboren
- Nikolaus Kropstein (1492-1562), componist en priester
- Robert Schumann (1810-1856), componist
- Fritz Bleyl (1880–1966), schilder en architect
- Max Pechstein (1881-1955), schilder
- Emil Vogel (1894-1985), generaal
- Gert Fröbe (1913-1988), acteur
- Jürgen Croy (1946), voetballer
- Christoph Daum (1953-2024), voetbaltrainer
- Lutz Dombrowski (1959), verspringer

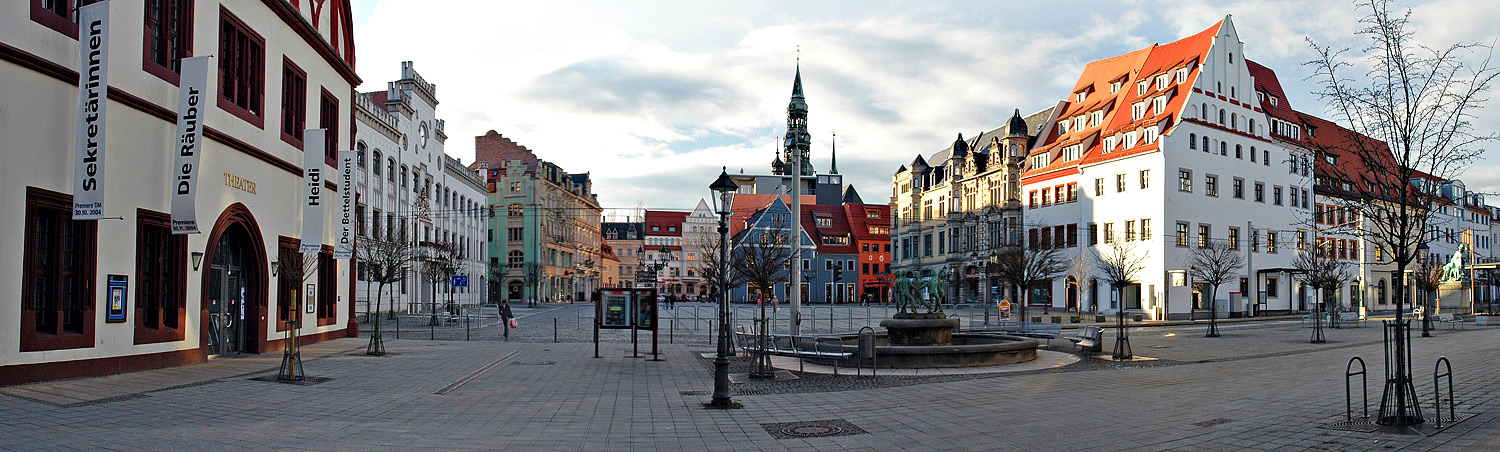
Het marktplein

- Lars Riedel (1967), discuswerper

Bernsdorf ·
Callenberg ·
Crimmitschau ·
Crinitzberg ·
Dennheritz ·
Fraureuth ·
Gersdorf ·
Glauchau ·
Hartenstein ·
Hartmannsdorf bei Kirchberg ·
Hirschfeld ·
Hohenstein-Ernstthal ·
Kirchberg ·
Langenbernsdorf ·
Langenweißbach ·
Lichtenstein/Sa. ·
Lichtentanne ·
Limbach-Oberfrohna ·
Meerane ·
Mülsen ·
Neukirchen/Pleiße ·
Niederfrohna ·
Oberlungwitz ·
Oberwiera ·
Reinsdorf ·
Remse ·
Schönberg ·
St. Egidien ·
Waldenburg ·
Werdau ·
Wildenfels ·
Wilkau-Haßlau ·
Zwickau